# Mycoplasma pneumoniae
Mycoplasma pneumoniae è il più comune agente eziologico della polmonite atipica primaria che si verifica principalmente nei bambini e nei giovani prima dei 30 anni.
Batterio aerobio obbligato, aderisce agli epiteli ciliati tramite adesine particolari, si attacca vicino al ciglio dell'epitelio ciliato, dando ciliostasi (blocco del ciglio), in seguito può portare alla distruzione dell'epitelio, quindi ad irritazione e tosse. La complicanza principale della polmonite atipica è rappresentata da anemia emolitica autoimmune (mediata da IgM contro gli antigeni presenti sui globuli rossi). Il rapporto che il M. pneumoniae instaura con le cellule dell'ospite è definito come parassitismo pericellulare.
L'infezione è asintomatica nella stragrande maggioranza dei casi, tuttavia in pazienti immunodepressi sono state segnalate polmoniti di tipo grave con interessamento ematologico e neurologico.
I micoplasmi (ne esistono infatti altri tipi oltre al pneumoniae) sono agenti infettivi di varia forma, ma tipicamente privi di parete batterica: per tale motivo non sono sensibili alle penicilline e cefalosporine, ma tipicamente solo agli antibiotici macrolidi e tetracicline